# Cipedak
Cipedak is een plaats (wijk) - (kelurahan) in het bestuurlijke gebied Jagakarsa, Jakarta Selatan (Zuid-Jakarta) in de provincie Jakarta, Indonesië. De plaats telt 38.561 inwoners (volkstelling 2010).